# Cod. 44 A 8
Cod. 44 A 8 også kendt som MS 1449, på Biblioteca dell'Accademia Nazionale dei Lincei e Corsiniana i Rom, en fechtbuch, der er skrevet af Peter von Danzig i 1452. Danzig var en tysk fægtemester fra 1400-tallet. Han var blandt de 16 medlemmer af "Johannes Liechtenauer-samfundet", der var en gruppe tyske fægtemestre listet af Paulus Kal i hans fægtemanual fra slutningen af 1400-tallet.
Cod. 44 A 8 beskriver fægteteknikker fra Johannes Liechtenauer, Martin Hundfeld, Ott Jud og Andres Lignitzer, samt originale teknikker af Peter von Danzig.
Andres Lignitzer (Andreas Liegnitzer, Andrew af Liegnitz) var en tidligt 1400-tals eller sen 1300-tals tysk fægtemester. Hans teknikker er bevaret bevaret via Danzig og Kals fægtemanualer. Kal nævner ham sammen med sin bror Jacob som medlem af Liechtenauer-selskabet. Han har muligvis været den samme person som Andres Jud Nürnberger Handschrift GNM 3227a fra slutningen af 1300-tallet.
En engelsk oversættelse af manualen blev udgivet i 2010 af Tobler.